# Episodi di La famiglia Brock (terza stagione)
La terza stagione della serie televisiva La famiglia Brock è stata trasmessa in anteprima negli Stati Uniti d'America dalla CBS tra il 23 settembre 1994 e il 12 maggio 1995.
| nº | Titolo originale        | Titolo italiano | Prima TV USA      | Prima TV Italia |
| -- | ----------------------- | --------------- | ----------------- | --------------- |
| 1  | Survival of the Fittest |                 | 23 settembre 1994 |                 |
| 2  | Systematic Abuse        |                 | 30 settembre 1994 |                 |
| 3  | The Bus Stops Here      |                 | 7 ottobre 1994    |                 |
| 4  | Enemy Lines             |                 | 14 ottobre 1994   |                 |
| 5  | Cold Spell              |                 | 28 ottobre 1994   |                 |
| 6  | Elective Conduct        |                 | 4 novembre 1994   |                 |
| 7  | Rebels with Causes      |                 | 11 novembre 1994  |                 |
| 8  | May It Please the Court |                 | 18 novembre 1994  |                 |
| 9  | For Whom the Wind Blows |                 | 2 dicembre 1994   |                 |
| 10 | Away in the Manger      |                 | 16 dicembre 1994  |                 |
| 11 | Freezer Burn            |                 | 6 gennaio 1995    |                 |
| 12 | Frogman Returns         |                 | 13 gennaio 1995   |                 |
| 13 | Mr. Seed Goes to Town   |                 | 20 gennaio 1995   |                 |
| 14 | Close Encounters        |                 | 3 febbraio 1995   |                 |
| 15 | When in Rome            |                 | 24 febbraio 1995  |                 |
| 16 | Heroes and Villains     |                 | 3 marzo 1995      |                 |
| 17 | Changing of the Guard   |                 | 10 marzo 1995     |                 |
| 18 | Without Mercy           |                 | 31 marzo 1995     |                 |
| 19 | Final Judgement         |                 | 7 aprile 1995     |                 |
| 20 | Saint Zach              |                 | 28 aprile 1995    |                 |
| 21 | Upbringings             |                 | 5 maggio 1995     |                 |
| 22 | The Song of Rome        |                 | 12 maggio 1995    |                 |